# العلاقات البرازيلية الإندونيسية
العلاقات البرازيلية الإندونيسية هي العلاقات الثنائية التي تجمع بين البرازيل وإندونيسيا.

## مقارنة بين البلدين
هذه مقارنة عامة ومرجعية للدولتين:
| وجه المقارنة                                              | البرازيل | إندونيسيا         |
| --------------------------------------------------------- | --- | ----------------- |
| المساحة (كم2)                                             | 8.52 مليون | 1.90 مليون        |
| عدد السكان (نسمة)                                         | 202.66 مليون | 263.99 مليون      |
| الكثافة السكانية (ن./كم²)                                 | 23.79 | 138.94            |
| العاصمة                                                   | برازيليا، ريو دي جانيرو | جاكرتا            |
| اللغة الرسمية                                             | برتغالية برازيلية، Brazilian Sign Language ‏ | اللغة الإندونيسية |
| العملة                                                    | ريال برازيلي، كروزيرو ريال برازيلي ‏، كروزيرو البرازيلية (1990–1993)، البرازيلي كروزادو نوفو، كروزادو برازيلي، cruzeiro ‏، كروزيرو البرازيلية (1942–1967)، الريال البرازيلي (قديم) | روبية إندونيسية   |
| الناتج المحلي الإجمالي (بليون دولار)                      | 2.06 تريليون | 1.02 تريليون      |
| الناتج المحلي الإجمالي (تعادل القوة الشرائية) بليون دولار | 3.22 تريليون | 2.85 تريليون      |
| الناتج المحلي الإجمالي الاسمي للفرد دولار أمريكي          | 8.54 ألف | 3.35 ألف          |
| الناتج المحلي الإجمالي للفرد دولار أمريكي                 | 15.89 ألف | 10.52 ألف         |
| مؤشر التنمية البشرية                                      | 0.754 | 0.684             |
| رمز المكالمات الدولي                                      | +55 | +62               |
| رمز الإنترنت                                              | .br | .id               |
| المنطقة الزمنية                                           | |                   |

## منظمات دولية مشتركة
يشترك البلدان في عضوية مجموعة من المنظمات الدولية، منها:
| علم المنظمة | اسم المنظمة                        | تاريخ انضمام البرازيل | تاريخ انضمام إندونيسيا |
| ----------- | ---------------------------------- | --------------------- | ---------------------- |
|             | مجموعة العشرين                     | ?                     | ?                      |
|             | الاتحاد البريدي العالمي            | ?                     | ?                      |
|             | يونسكو                             | 4 نوفمبر 1946         | 27 مايو 1950           |
|             | البنك الدولي للإنشاء والتعمير      | 14 يناير 1946         | 13 أبريل 1967          |
|             | منظمة التجارة العالمية             | ?                     | ?                      |
|             | وكالة ضمان الاستثمار متعدد الأطراف | 7 يناير 1993          | 12 أبريل 1988          |
|             | الاتحاد الدولي للاتصالات           | 4 يوليو 1877          | 1949                   |
|             | منظمة الشرطة الجنائية الدولية      | ?                     | 5 أكتوبر 1954          |
|             | مؤسسة التمويل الدولية              | 31 ديسمبر 1956        | 23 أبريل 1968          |
|             | الأمم المتحدة                      | 24 أكتوبر 1945        | 28 سبتمبر 1950         |
|             | مؤسسة التنمية الدولية              | 15 مارس 1963          | 20 أغسطس 1968          |
|             | الفريق المعني برصد الأرض           | ?                     | ?                      |
|             | منظمة حظر الأسلحة الكيميائية       | ?                     | ?                      |

## وصلات خارجية
- موقع وزارة الخارجية البرازيلية
- موقع وزارة الخارجية الإندونيسية